# Familie Georg-Reinhardt

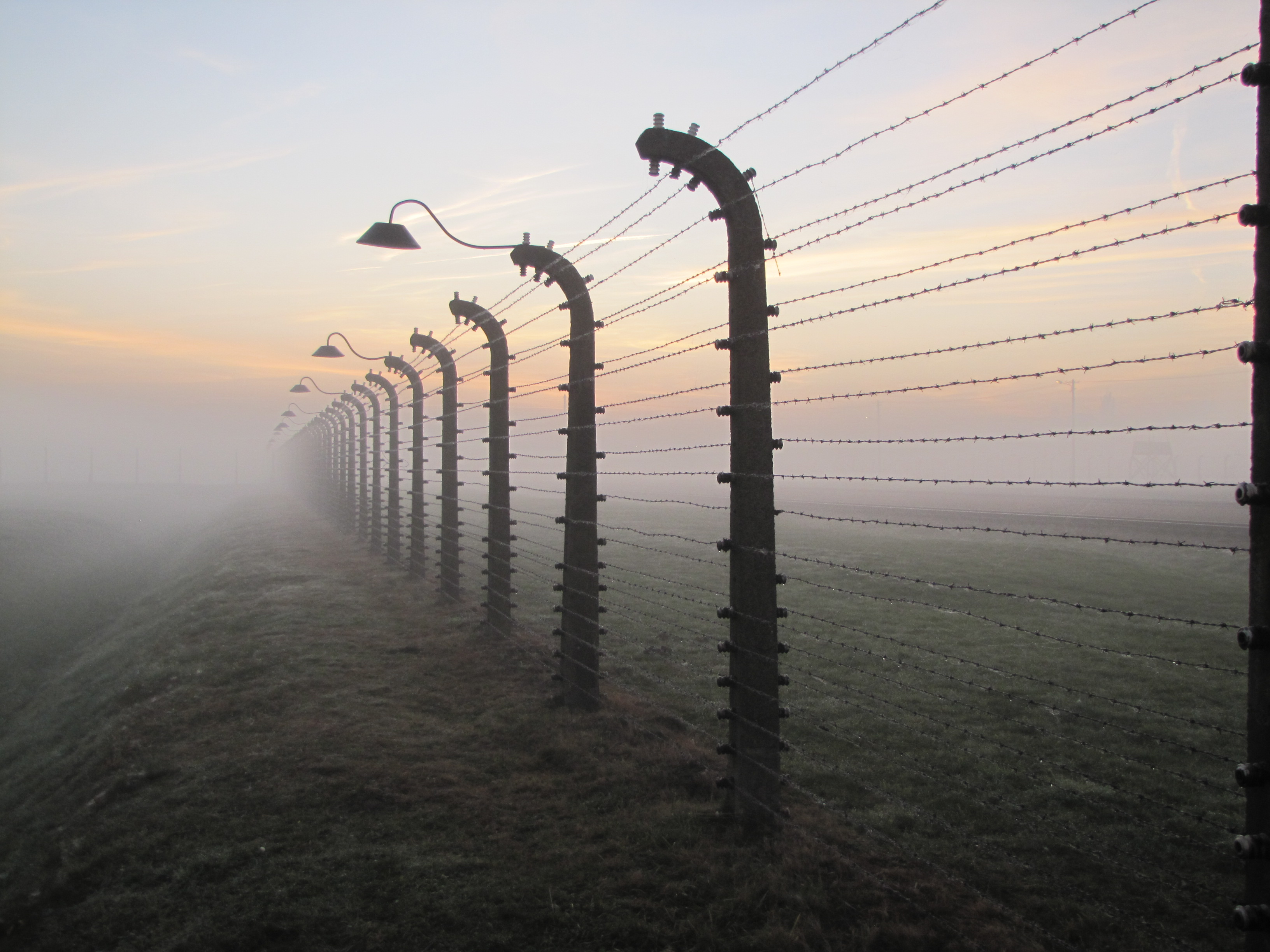
Auschwitz II Birkenau. Foto: Jacek7770, CC BY-SA 4.0 via Wikimedia Commons.

De familie Georg-Reinhardt was een uit Duitsland gevlucht gezin dat in 1944 na een razzia uit het Drentse dorp Vledder werd afgevoerd en waarvan de helft de Tweede Wereldoorlog en bezetting niet zou overleven. Het gezin bestond uit het echtpaar Ludwig Georg (1904) en Josephine Georg-Reinhardt (1902), en hun kinderen Edi (1928), Johanna (1929), Frieda (1930) en Clara (1931).
Op 23 april 1940 bespreekt het college van College van burgemeester en wethouders van Vledder de nieuwe inwoners: "Het blijkt dat zich, op het woonwagenkamp aan den straatweg Vledder-Doldersum, sedert geruime tijd een 2-tal woonwagens van niet-ingezetenen ophouden, die nog niet van plan zijn te vertrekken. Besloten wordt de bewoners aan te schrijven dat zij uiterlijk 10 mei as. met hun woonwagens moeten vertrekken." 

Op dit aangezegde vertrek werd zover bekend na 10 mei niet verder aangedrongen. Vader Ludwig Georg verzag in het levensonderhoud van het gezin door de reparatie en verkoop van violen.
 
De jongste twee dochters (Frieda en Clara) gingen in Vledder naar school. 
Op dinsdag 16 mei 1944 's morgens werd het gezin als deel van de toenmalige landelijke razzia opgepakt en afgevoerd naar Kamp Westerbork. 

De toen zestienjarige zoon Edi was niet thuis en wist hierdoor en met hulp van buren en het verzet te ontkomen en de oorlog te overleven. De rest van de familie werd via het doorgangskamp Westerbork (19 mei 1944) op transport gesteld naar vernietigingskamp Auschwitz. Moeder Josephine Georg-Reinhardt en de dochters Frieda en Clara kwamen hier in op 3 augustus 1944 om het leven. 
Vader Ludwig werd tussen 1 en 3 augustus op transport gesteld van Auschwitz naar concentratiekamp Buchenwald, hij en zijn dochter Johanna overleefden uiteindelijk de Porajmos net als de eerder ontkomen zoon Edi.